# William Hickey
William Edward Hickey (New York, 19 settembre 1927 – New York, 29 giugno 1997) è stato un attore statunitense.

## Biografia
Figlio di Nora ed Edward Hickey, iniziò a recitare all'età di 10 anni alla radio. Notevoli le sue interpretazioni nei film L'onore dei Prizzi (1985), nel ruolo di Don Corrado Prizzi, per la quale ottenne una candidatura all'Oscar al miglior attore non protagonista, Il nome della rosa (1986), nel ruolo di Ubertino da Casale, e Puppet Master - Il burattinaio (1989), nel ruolo del burattinaio Andre Toulon. Uno dei suoi ultimi film fu Un topolino sotto sfratto (1997), uscito lo stesso anno della sua  morte e a lui dedicato: in quest'ultimo interpretò il morente Rudolf Smuntz.
Partecipò inoltre al doppiaggio del film Nightmare Before Christmas (1993), in cui prestò la voce al dottor Finklestein. Morì nel 1997, a 69 anni, per una bronchite ed un enfisema. Riposa nel cimitero Evergreens a Brooklyn, New York.

## Filmografia parziale

### Attore

#### Cinema
- Un cappello pieno di pioggia (A Hatful of Rain), regia di Fred Zinnemann (1957)
- Invito ad una sparatoria (Invitation to a Gunfighter), regia di Richard Wilson (1964)
- Per favore, non toccate le vecchiette (The Producers), regia di Mel Brooks (1967)
- Lo strangolatore di Boston (The Boston Strangler), regia di Richard Fleischer (1968)
- Il piccolo grande uomo (Little Big Man), regia Arthur Penn (1970)
- Una vampata di vergogna (Happy Birthday, Wanda June), regia di Mark Robson (1971)
- Novantadue gradi all'ombra (92 in the Shade), regia di Thomas McGuane (1975)
- Mikey e Nicky (Mikey and Nicky), regia di Elaine May (1976)
- Sentinel (The Sentinel), regia di Michael Winner (1977)
- La saggezza nel sangue (Wise Blood), regia di John Huston (1979)
- L'onore dei Prizzi (Prizzi's Honor), regia di John Huston (1985)
- Il mio nome è Remo Williams (Remo Williams: The Adventure Begins), regia di Guy Hamilton (1985)
- Seize the Day, regia di Fielder Cook (1986)
- Il nome della rosa, regia di Jean-Jacques Annaud (1986)
- Da, regia di Matt Clark (1988)
- Le mille luci di New York (Bright Lights, Big City), regia di James Bridges (1988)
- Pink Cadillac, regia di Buddy Van Horn (1989)
- Seduzione pericolosa (Sea of Love), regia di Harold Becker (1989)
- National Lampoon's Christmas Vacation - Un Natale esplosivo! (National Lampoon's Christmas Vacation), regia di Jeremiah S. Chechik (1989)
- Puppet Master - Il burattinaio (Puppet Master), regia di David Schmoeller (1989)
- I delitti del gatto nero (Tales from the Darkside: The Movie), regia di John Harrison (1990)
- Il testimone più pazzo del mondo (My Blue Heaven), regia di Herbert Ross (1990)
- Forget Paris, regia di Billy Crystal (1995)
- Il maggiore Payne (Major Payne), regia di Nick Castle (1995)
- Inganno diabolico (The Maddening), regia di Danny Huston (1995)
- È solo l'amore che conta (Love Is All There Is), regia di Joseph Bologna, Renée Taylor (1996)
- Un topolino sotto sfratto (Mousehunt), regia di Gore Verbinski (1997)

#### Televisione
- Mr. Broadway – serie TV, episodio 1x06 (1964)
- Il reporter (The Reporter) – serie TV, episodio 1x04 (1964)
- Hawk l'indiano (Hawk) – serie TV, episodio 1x10 (1966)
- Un salto nel buio (Tales from the Darkside) – serie TV, episodio 3x01 (1986)
- Sentieri (Guiding Light) – serie TV, 3 episodi (1986)
- Miami Vice – serie TV, episodio 5x16 (1989)

### Doppiatore
- Nightmare Before Christmas (Tim Burton's The Nightmare Before Christmas), regia di Henry Selick (1993)

## Doppiatori italiani
Nelle versioni in italiano delle opere in cui ha recitato, William Hickey è stato doppiato da:
- Mario Milita ne Il mio nome è Remo Williams, Un topolino sotto sfratto
- Ferruccio Amendola in Un cappello pieno di pioggia
- Gianfranco Bellini ne Il piccolo grande uomo
- Sergio Rossi in L'onore dei Prizzi
- Giorgio Lopez ne Il nome della rosa
- Sante Calogero in Sentieri
- Sandro Sardone in Seduzione pericolosa
- Gianni Musy in Puppet Master - Il burattinaio
- Raffaele Uzzi ne I racconti della cripta
- Michele Kalamera ne I delitti del gatto nero
- Vincenzo Ferro ne Il maggiore Payne

Da doppiatore è sostituito da:
- Francesco Vairano in Nightmare Before Christmas

## Riconoscimenti
Premi Oscar 1986 - Candidatura all'Oscar al miglior attore non protagonista per L'onore dei Prizzi